# Partie de tric-trac
Pour plus de détails, voir Fiche technique et Distribution.
 Partie de tric-trac est un court métrage muet français  sorti en 1896 et produit par la Société Lumière.

## Description
Un homme et une femme mesurent leur force dans une partie de tric-trac, sous l'œil attentif de spectateurs. La femme gagne la partie; son adversaire, agacé, referme le boîtier du jeu.

## Fiche technique
- Titre original : Partie de tric-trac
- Titre alternatif : Une partie de tric-trac
- Titre en polonais : Gra w tryktraka
- Titre en russe : Партия в трик-трак
- Réalisation : Louis Lumière
- Production : Société Lumière
- Lieu de tournage : Maison Lumière du clos des plages, La Ciotat
- Pays d'origine : France
- Vue no  : 74
- Genre : Vue comique
- Format : Court métrage - Muet - Noir et blanc - 1,30:1
- Durée : 42 s
- Date de réalisation : 1896
- Dates de sortie :
  -  France : 13 avril 1896 à Marseille

## Distribution
De gauche à droite de l'image.
- Rose Lumière : La joueuse, épouse de Louis
- Juliette Winckler : Elle-même
- Pierre Bellingard : Lui-même
- Antoine Féraud : Lui-même
- Charles-Albert Winckler :Lui-même
- Marguerite Lumière : Elle-même, épouse d'Auguste
- Lazare Sellier : Le joueur